# Хиптис
Хиптис, или гиптис (лат. Hyptis) — род растений семейства Яснотковые, включающий в себя 300-400 видов. Виды Хиптиса распространены в тропических и умеренных областях американского континента. Среди них присутствуют как однолетние и многолетние травы, так и небольшие деревья и кустарники. Хиптис колосоносный культивируется для получения из его семян масла, похожего на кунжутное. Настой ароматных листьев Хиптиса пахучего употребляют в лечебных целях.

## Виды
По информации базы данных The Plant List, род включает 295 видов. Некоторые из них:
- Hyptis alata (Raf.) Shinners
- Hyptis americana (Poir.) Briq.
- Hyptis argutifolia Epling
- Hyptis atrorubens Poit.
- Hyptis brevipes Poit.
- Hyptis capitata Jacq. typus[1]
- Hyptis cretata Epling
- Hyptis diversifolia Benth.
- Hyptis emoryi Torr.
- Hyptis escobilla Urb.
- Hyptis florida Benth.
- Hyptis goyazensis A.St.-Hil. ex Benth.
- Hyptis hirsuta Kunth
- Hyptis hygrobia Briq.
- Hyptis lantanifolia Poit.
- Hyptis lappacea Benth.
- Hyptis lorentziana O.Hoffm.
- Hyptis martiusii Benth.
- Hyptis mutabilis (Rich.) Briq.
- Hyptis pectinata (L.) Poit.
- Hyptis platanifolia Mart. ex Benth.
- Hyptis pseudoglauca Epling
- Hyptis recurvata Poit.
- Hyptis spicigera Lam. — Хиптис колосоносный
- Hyptis suaveolens (L.) Poit. — Хиптис пахучий
- Hyptis velutina Pohl ex Benth.
- Hyptis verticillata Jacq.